# Idioma seediq
El seediq, también conocido como sediq o taroko, es una lengua atayálica hablada en las montañas del norte de Taiwán por los pueblos seediq y taroko.

## Subdivisiones
El seediq consta de tres dialectos principales (Tsukida 2005). Los miembros de cada grupo dialectal se refieren a sí mismos por el nombre de su dialecto, mientras que los amis les llaman «taroko».
1. Truku (Truku) – 20.000 miembros, incluidos los no hablantes. El dialecto Truku, transcrito 德路固 (Délùgù) en chino.
2. Toda (Tuuda) – 2.500 miembros, incluidos los no hablantes.
3. Tgdaya (Tkdaya, Paran) – 2 500 miembros, incluidos los no hablantes.

## Fonología
En seediq hay 19 fonemas consonánticos y 4 fonemas vocálicos. Entre ellos, hay dos fricativas velares, una sorda y otra sonora, y una parada uvular. En las series plosivas labiales y alveolares, la oposición vocal es contrastiva; las series velares y uvulares, sin embargo, sólo presentan sonidos sordos. La africada alveolar tiene un estatus fonológico marginal y se encuentra en algunas interjecciones (como teʼcu! «¡vaya lío!»), préstamos y formas verbales no finitas con el prefijo de gerundio cese- (Tsukida 2005: 292, 297).
|            |            | Labial | Alveolar | Palatal | Velar  | Uvular | Glotal |
| ---------- | ---------- | ------ | -------- | ------- | ------ | ------ | ------ |
| Nasal      | Nasal      | m      | n        |         | ŋ ⟨ng⟩ |        |        |
| Oclusiva   | sorda      | p      | t        | (ɟ ⟨j⟩) | k      | q      | ʔ ⟨ʼ⟩  |
| Oclusiva   | sonora     | b      | d        |         |        |        |        |
| Fricative  | sorda      |        | s        |         | x      |        | h      |
| Fricative  | sonora     |        |          |         | ɣ ⟨g⟩  |        |        |
| Africativa | Africativa |        | (ts ⟨c⟩) |         |        |        |        |
| Vibrante   | Vibrante   |        | ɾ ⟨r⟩    |         |        |        |        |
| Vocoide    | Vocoide    |        | l        | j ⟨y⟩   | w      |        |        |

Con los grafemas c y j la ortografía práctica indica los alófonos palatales de t y d respectivamente después de i e y.
Las vocales son las siguientes:
|         | Anterior | Central | Posterior |
| ------- | -------- | ------- | --------- |
| Cerrada | i        |         | u         |
| Media   |          | ə ⟨e⟩   |           |
| Abierta | a        |         |           |

El seediq también tiene tres diptongos, principalmente ay [ai̯], aw [au̯] y uy [ui̯].
Las sílabas seediq tienen estructuras C, CV o CVC, excepto algunas interjecciones que tienen estructuras CVCC (por ejemplo, saws, que se pronuncia al ofrecer comida a los antepasados, y sawp, que es el sonido de un objeto soplado por el viento). Las palabras disilábicas pueden adoptar las siguientes estructuras:
- CVCV, CVCVC
- CVCCV, CVCCVC

Las vocales de las antepenúltimas sílabas suelen ser /e/. La sílaba acentuada suele ser la penúltima y se pronuncia con un tono agudo. En el dialecto truku, el acento está en la sílaba final, lo que provoca la pérdida de la primera vocal en las estructuras CVCCV y CVCCVC, por ejemplo: qduriq > pqdriqun, lqlaqi > lqlqian. En taroko, son posibles hasta seis consonantes de inicio: CCCCCVC(VC), por ejemplo: tn'ghngkawas, mptrqdug, pngkrbkan, dmptbrinah.

## Morfología
Al igual que otras lenguas austronesias, el seediq utiliza la reduplicación para transmitir funciones gramaticales, como la pluralización y la derivación recíproca de formas verbales. Existen dos tipos de reduplicación: la que afecta únicamente a la primera sílaba de la raíz, con estructura Cə-CV(C), y la que afecta al último par de sílabas de la raíz excluyendo las codas, con estructura CəCə-CV(C)CV(C). Algunos ejemplos son:
| qehuni    | → | qe-qehuni     | (Cə-reduplicación)   |
| --------- | - | ------------- | -------------------- |
| árbol     | → | REDUP-árbol   | (Cə-reduplicación)   |
| "árbol"   | → | "árboles"     | (Cə-reduplicación)   |
| seʼdiq    | → | sede-seʼdiq   | (CəCə-reduplicación) |
| persona   | → | REDUP-persona | (CəCə-reduplicación) |
| "persona" | → | "personas"    | (CəCə-reduplicación) |

Junto a la reduplicación, en seediq también hay numerosos prefijos y sufijos que intervienen para alterar el significado de las palabras en los procesos de derivación e inflexión. Los afijos incluyen:
- -an: caso oblicuo
- ne-: algo que posee el sustantivo prefijado

Los clíticos, a diferencia de los afijos, no provocan alteraciones fonológicas en las raíces a las que se unen.

### Verbos
Los verbos seediq tienen tres tipos de voces, que a su vez se flexionan según el modo o el aspecto (Tsukida 2005:313). Los sustantivos, sin embargo, no se flexionan según la voz.
1. Voz agente - marcada por -em- o sus alomorfos me o Ø
2. Voz meta
3. Voz de transmisión

Hay cuatro categorías básicas de aspecto/modo:
1. Neutro - igual que no futuro/imperfectivo
2. Perfecto - marcado por -en-
3. No finito - raíz desnuda
4. Hortativo (por ejemplo, cuando se aconseja a alguien) - marcado por -a(y/nay)

El futuro se marca con me-, mpe-, mpe-ke-.
Hay un total de cinco clases diferentes de verbos (paradigmas de conjugación). Otras formas verbales son los causativos, los recíprocos y los reflexivos. También se permiten las construcciones verbales en serie.

## Clases de palabras
Truku Seediq tiene 11 clases de palabras (Tsukida 2005:295).
Clases abiertas
- Sustantivos
- Verbos
- Adjetivos

Clases cerradas
- Numerales
- Pronombres personales
- Deícticos
- Adverbios
- Conjuntivos
- Preposiciones
- Interjecciones
- Partículas finales de frase

Como muchas otras lenguas formosanas y filipinas, los sustantivos y los verbos seediq se comportan de forma similar. Los adjetivos pueden considerarse una subcategoría de los verbos.

## Sintaxis
El orden de palabras del seediq es verbo-objeto-sujeto (VOS), donde S corresponde al argumento marcado con caso absolutivo. Este argumento suele aparecer al final de la cláusula, pero puede ir seguido de un argumento ergativo topicalizado. Como muchos de sus otros parientes austronesios, el seediq contiene morfemas de voz marcados en el verbo que indican cuál de los argumentos del verbo (agente, paciente, etc.) es tratado como sujeto y, por tanto, marcado con caso absolutivo. En las frases sustantivas, los modificadores siguen a la cabeza (Tsukida 2005:304). A diferencia del tagalo y de muchas otras lenguas filipinas, no hay enlazadores que conecten las cabezas y los modificadores.

### Cláusulas
Existen tres tipos de cláusulas Seediq (Tsukida 2005):
1. Cláusulas de interjección
2. Cláusulas básicas
3. Cláusulas existenciales/posesivas
4. Las cláusulas básicas tienen predicados (normalmente iniciales y formados por verbos simples, adjetivos o frases sustantivas), sujetos y, opcionalmente, argumentos no sujetos y adjuntos.

Los sujetos pueden reconocerse mediante (Tsukida 2005):
1. Afijo de voz
2. Pronombre clítico
3. Cuantificador flotante
4. Relativización
5. Degradación posesiva

### Palabras de función
A continuación se indican algunas palabras funcionales:
- ni – «y» (conjunción)
- deni – «y entonces» (conjunción)
- 'u, du'u, ga, dega – todas significan «en caso de que» (conjunción)
- nasi – «si»
- 'ana – «incluso»
- ka – conjunción subordinante, marcador de caso, enlazador
- 'ini – negador
- 'adi – niega predicados de frases sustantivas, formas verbales de futuro/perfecto
- wada – pasado
- na'a – «hubiera sido mejor, podría haber hecho...»
- dima – «ya»
- hana – «simplemente»
- ya'asa – «porque»
- niqan – predicado existencial (como «may» en tagalo)
- 'ungat – predicado existencial negativo (como «wala» en tagalo)

Los deícticos incluyen (Tsukida 2009:132-133):
- Demostrativos:
  - niyi – este, este
  - ga/gaga – ese, esa
  - kiya/ki – eso, aquel (se refiere a cosas previamente referenciadas o mutuamente comprendidas)
- Adverbiales deícticos:
  - hini – aquí
  - hi/hiya – allí[3]

Hay un total de seis preposiciones (Tsukida 2005:303):
- quri – hacia, sobre, en dirección a
- pa'ah – desde
- bitaq – hasta, hasta
- saw – como
- 'asaw – a causa de
- mawxay – por causa de

Los locativos estativos (por ejemplo, «en la montaña») no llevan preposiciones, sino que se colocan directamente después del verbo sin ninguna marca adicional.

### Extensores de predicado
Los elementos preverbales como adverbios, demostrativos y preposiciones pueden utilizarse para extender predicados. A continuación se ofrece una lista parcial de extensores de predicados extraída de Tsukida (2008:308).
Los elementos preverbales como adverbios, demostrativos y preposiciones pueden utilizarse para extender predicados. A continuación se ofrece una lista parcial de extensores de predicados extraída de Tsukida (2008:308).
1. Extensores que requieren formas verbales neutras
  1. wada – pasado
  2. ga(ga) – progresivo distal
  3. niyi – progresivo proximal
  4. gisu – progresivo, estado
  5. meha – futuro, «va a hacer»
  6. (me-)teduwa – «ser capaz de hacer»
  7. nasi – «si»
  8. na'a – «podría haber hecho algo pero no lo hizo»
2. Extensores que requieren formas verbales no finitas
  1. 'asi ~ kasi – «a la vez, de repente»
  2. pasi – «en seguida»
  3. kani – «uno no tenía que hacer algo pero lo hizo»
  4. 'ini – negativo
  5. 'iya – imperativo negativo
3. Extensores que requieren formas futuras
  1. saw – «está/estaba a punto de hacer»
  2. rubang – «estaba a punto de hacer»
4. Extensores que requieren formas futuras/perfectas de verbos/sustantivos
  1. 'adi – negativo
5. Extensores que se combinan con adjetivos/nombres
  1. ma'a – «llegar a ser»
6. Extensivos sin requisitos específicos
  1. pekelug – «apenas»
  2. dima – «ya»
  3. hana – «por fin»
  4. 'ida – «seguramente»
  5. ya'a – «incertidumbre»
  6. wana – «sólo»
  7. 'ana – «incluso»
  8. ma – «por qué»
  9. 'alung ~ 'alaw ~ 'arang – «como se espera»
  10. pida – «exactamente
  11. lengu – «planeado hacer...»
  12. binaw – «confirmación»
  13. 'atih – «en el último momento», «casi»
  14. seperang – «a propósito, a propósito»

## Pronombres
| Tipo de pronombre | Directo | Oblicuo  | Posesivo independiente | Sujeto | Genitivo |
| ----------------- | ------- | -------- | ---------------------- | ------ | -------- |
| 1ª pers. sing.    | yaku    | kenan    | (ne-)naku              | =ku    | =mu      |
| 2ª pers. sing.    | isu     | sunan    | (ne-)nisu              | =su    | =su      |
| 3ª pers. sing.    | hiya    | hiyaan   | ne-hiya                | –      | =na      |
| 1ª p.p. (incl.)   | 'ita    | tenan    | (ne-)nita              | =ta    | =ta      |
| 1ª p.p. (excl.)   | yami    | menani   | (ne-)nami              | =nami  | =nami    |
| 2pers. plur.      | yamu    | munan    | (ne-)namu              | =namu  | =namu    |
| 3pers. plur.      | dehiya  | dehiyaan | ne-dehiya              | -      | =deha    |

## Numerales
Los números cardinales son:
1. kingal
2. deha
3. teru
4. sepat
5. rima
6. mataru
7. mpitu
8. maspat
9. mengari
10. maxal

Otros numerales y afijos relacionados con numerales (Tsukida 2005:297):
- taxa: usado para humanos–una persona
- 'uwin: usado para objetos–un objeto
- ma- -(u)l: utilizado para formar palabras para 10, 20, 30, 40, 50
- ma-xa-l: 10
- m-pusa-l: 20
- me-teru-l 30
- me-sepat-ul 40
- me-rima-l: 50